# Amylas

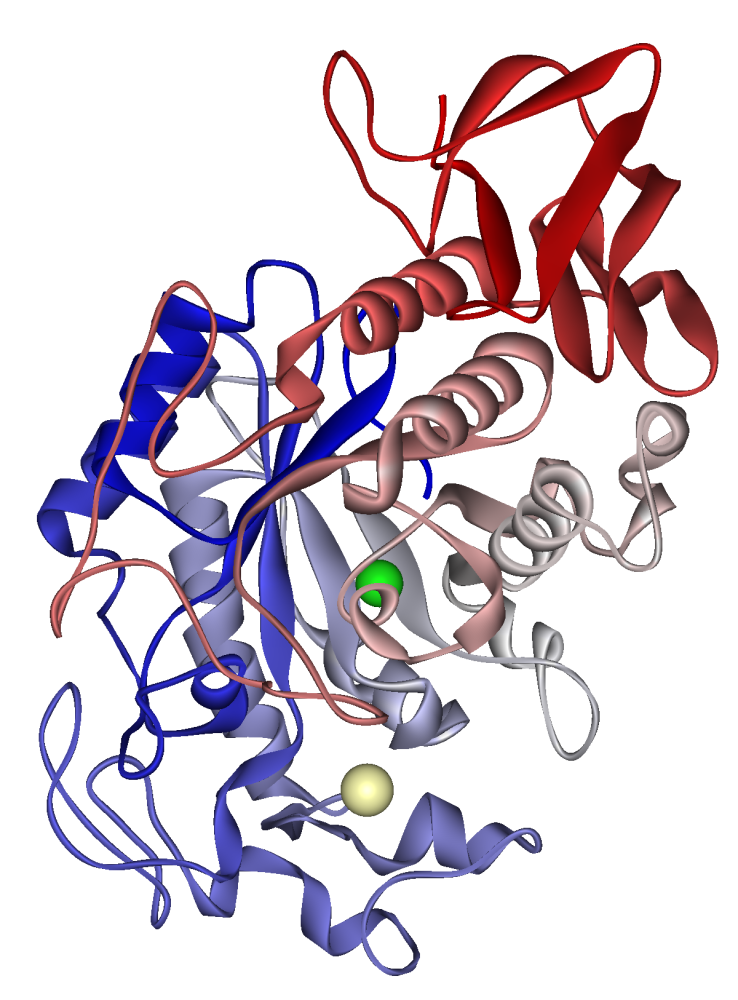
Amylasmolekyl av människosaliv. Kalciumjoner syns i grått och kloridjoner i grönt.

Amylas är en grupp enzymer som spjälkar kolhydrater, genom att katalysera hydrolys av α-1,4-glykosidbindningar mellan monosackarider i stärkelse och glykogen. Reaktionen resulterar i att substratmolekylerna sönderfaller i fragment om två glukosmolekyler, maltos, alternativt enstaka glukosmolekyler eller oligosackarider.
Amylas spelar en avgörande roll i matspjälkningsprocessen hos människor och andra däggdjur. Enzymen finns i saliven och påbörjar nedbrytning redan i munhålan, och utsöndras från pankreas (bukspottskörteln) till tolvfingertarmen där nedbrytningen kan fortsätta.
Kornets, och under mältningen bildade, amylaser används vid tillverkning av öl och sprit, för att omvandla stärkelse från malt, korn, majs, ris eller potatis till jäsbar maltos.